# Ingersleben (Adelsgeschlecht)

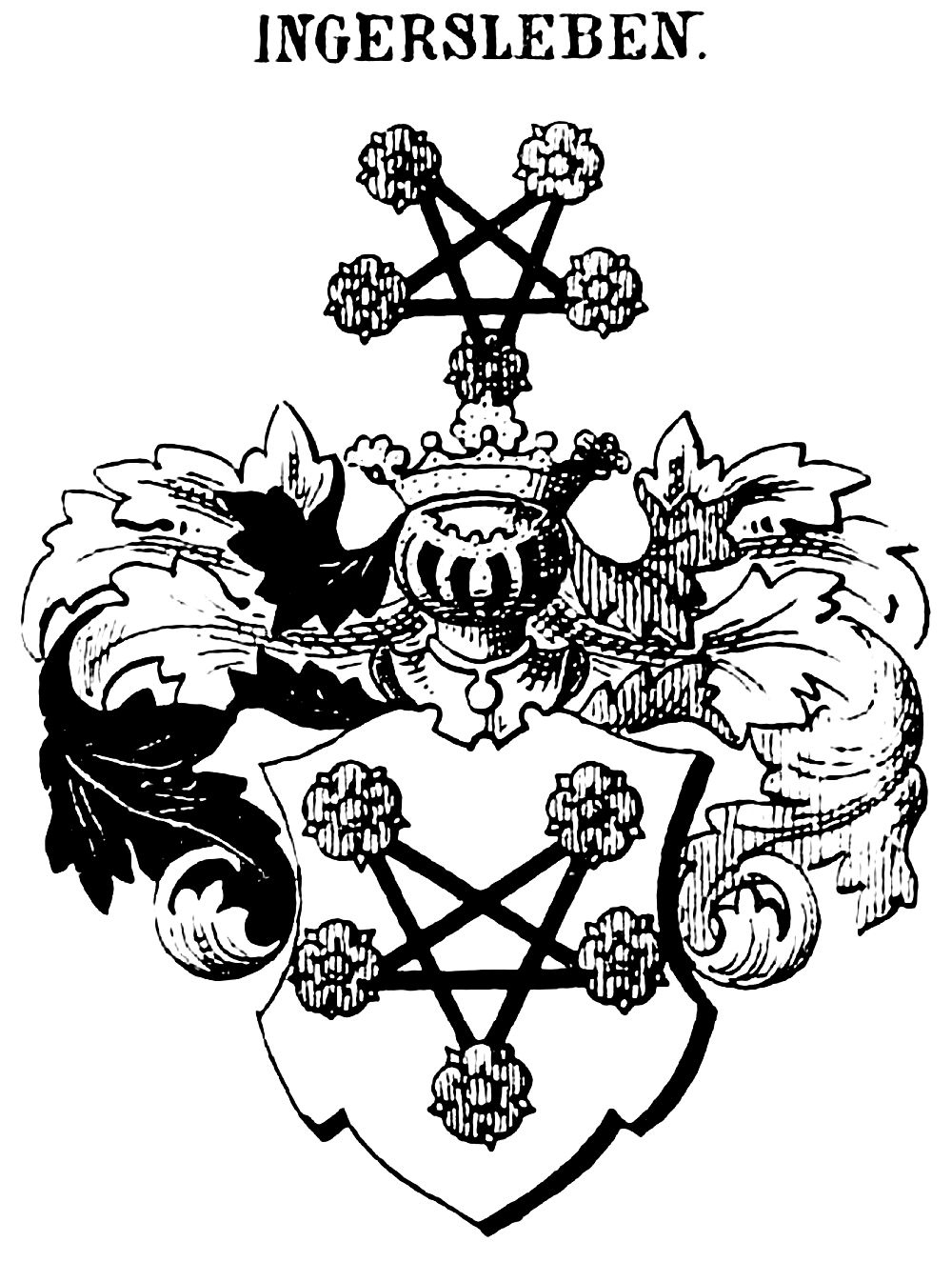
Wappen derer von Ingersleben

Die Familie von Ingersleben ist ein Geschlecht aus dem Uradel des Erzbistums Magdeburg, das noch besteht.

## Geschichte der Familie
Das Geschlecht derer von Ingersleben hat seinen Ursprung in dem gleichnamigen Ort, dem heutigen Ostingersleben bei Haldensleben im Territorium der Erzbischöfe von Magdeburg. Das Geschlecht erscheint dort erstmals urkundlich 1209 mit den Brüdern Heitericus und Linderus de Ingerslove, sowie 1211 mit Johannes de Ingersleve. Die sichere Stammreihe beginnt mit Otto von Ingersleben, der 1457 mit Wolmirsleben belehnt wurde.
Unklar erscheint, ob ein Zusammenhang mit den erstmals 1351 genannten Herren von Ingersleben aus Ingersleben im thüringischen Landkreis Gotha besteht.

## Wappen
Das Wappen zeigt in Silber einen mit fünf roten Rosen besteckten schwarzen Drudenfuß. Auf dem Helm mit schwarz-silbernen Decken das Schildbild.

## Bekannte Familienmitglieder
- Johann Ludwig von Ingersleben (1703–1757), preußischer Generalmajor, Ritter des Ordens Pour le Mérite
- Rudolf August von Ingersleben (1704–1780), preußischer Oberst
- Carl Ludwig von Ingersleben (1709–1781), preußischer Generalmajor
- Friedrich Wilhelm Heinrich Ferdinand von Ingersleben (1746–1814), preußischer Oberst
- Karl Heinrich Ludwig von Ingersleben (1753–1831), preußischer Verwaltungsbeamter, u. a. Oberpräsident
- Kasimir von Ingersleben (1778–1848), preußischer Generalmajor[4]
- Albert von Ingersleben (1805–1891), preußischer Generalleutnant
- Walther von Ingersleben (1859–1940), preußischer Generalleutnant